# Vasslöpare
Vasslöpare (Odacantha melanura) är en skalbagge i familjen jordlöpare (Carabidae).  

## Kännetecken
Halsskölden och spetsen på täckvingarna är metalliskt glänsande i blåa och gröna nyanser. Den är 6-8 mm lång.

## Utbredning
Vasslöparen finns i större delen av Europa och delar av Asien. I Sverige finns den från Skåne till Västmanland.

## Levnadssätt
Som det svenska namnet antyder så trivs vasslöparen vid stränder med mycket vegetation, till exempel vass. Till skillnad från många andra jordlöpare så kan den flyga.